# Harry Watson (Eishockeyspieler, 1898)

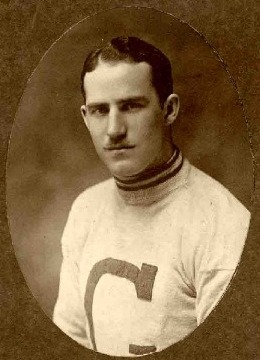
Harry Watson im Trikot der Toronto Granites (1921)

Harold „Harry“ Ellis „Moose“ Watson (* 14. Juli 1898 in St. John’s, Neufundland; † 11. September 1957) war ein kanadischer Eishockeyspieler und -trainer. Der gelernte Stürmer gilt als einer der besten kanadischen Amateurspieler aller Zeiten.

## Karriere
Der im Osten Kanadas geborene Watson lebte während seiner Kindheit in England und Winnipeg, ehe seine Familie 1913 nach Toronto zog. Zunächst schloss er sich den Whitby Athletics aus der Ontario Hockey Association an. In der Folge waren das St. Andrew’s College und die Toronto Aura Lee weitere Stationen, bevor er 1915 aufgrund des Ersten Weltkriegs in den Militärdienst eingezogen wurde.
Nach dem Krieg ging Watson zu den Toronto Dentals, die er in einer Playoff-Serie gegen die Hamilton Tigers unterstützte. Zur Saison 1919/20 wechselte er zu den Toronto Granites, die er in den Spielzeiten 1921/22 und 1922/23 zum Gewinn des Allan Cup führte. Watson selbst erhielt dafür zahlreiche individuelle Auszeichnungen. Als bestes kanadisches Amateurteam wurden die Granites, wie schon vier Jahre zuvor die Winnipeg Falcons, als kanadisches Nationalteam für die Olympischen Winterspiele 1924 im französischen Chamonix ausgewählt. Mit 37 Toren in fünf Spielen, davon alleine 13 beim 33:0-Sieg über die Schweiz, führte er die Mannschaft zum Gewinn der Goldmedaille.
Im Gegensatz zum Großteil seiner damaligen Teamkollegen verweigerte Watson in der Folge einen Profivertrag für die National Hockey League zu unterzeichnen und verblieb im Amateurlager. Nachdem er 1924 seine Spielerkarriere beendet hatte, übernahm er 1930 den Trainerposten der Toronto National Sea Fleas, die er 1932 zum Gewinn des Allan Cup führte.
Watson, der 1957 verstarb, wurde 1962 mit der Aufnahme in die Hockey Hall of Fame und 1998 in die IIHF Hall of Fame geehrt.

## Erfolge und Auszeichnungen
- 1922 Allan-Cup-Gewinn mit den Toronto Granites
- 1923 Allan-Cup-Gewinn mit den Toronto Granites
- 1924 Goldmedaille bei den Olympischen Winterspielen
- 1932 Allan-Cup-Gewinn mit den Toronto National Sea Fleas
- 1962 Aufnahme in die Hockey Hall of Fame
- 1998 Aufnahme in die IIHF Hall of Fame